# جن تپه ۱
جن تپه ۱ مربوط به دوران‌های تاریخی پس از اسلام است و در شهرستان بوئین‌زهرا، بخش آوج، غرب روستا واقع شده و این اثر در تاریخ ۱۹ اسفند ۱۳۸۰ با شمارهٔ ثبت ۴۹۵۹ به‌عنوان یکی از آثار ملی ایران به ثبت رسیده است.